# Bathymaster derjugini
Bathymaster derjugini és una espècie de peix de la família dels batimastèrids i de l'ordre dels perciformes.

## Descripció
- Fa 18 cm de llargària màxima.
- 2 espines i 39-40 radis tous a l'aleta dorsal i 1-2 espines i 29-31 radis tous a l'anal.
- S'assembla a Bathymaster leurolepis però se'n distingeix fàcilment per una taca fosca (blava si és viu) a l'opercle i un menor nombre d'escates a la línia lateral.[8][9]

## Hàbitat i distribució geogràfica
És un peix marí, demersal (fins als 65 m de fondària) i de clima temperat, el qual viu al Pacífic nord-occidental: les àrees rocalloses i costaneres des de les illes Kurils, Sakhalín i l'estret de Tatària fins a la badia de Pere el Gran (el mar del Japó) i el nord de la mar d'Okhotsk.

## Estat de conservació
Apareix a la Llista Vermella de la UICN pels impactes mediambientals causats pel desenvolupament costaner, la contaminació de l'aigua, el trànsit marítim intens i el buidatge de combustible dels vaixells.

## Observacions
És inofensiu per als humans.